# 가이호리 아유미
가이호리 아유미(일본어: 海堀 あゆみ, 1986년 9월 4일 ~ )는 일본의 은퇴한 여자 축구 선수이다.

## 국가대표팀 경력
그녀는 2008년 AFC 여자 아시안컵에 참가할 일본 국가대표팀에 발탁되었으며, 5월 31일 중화 타이베이와의 경기에서 데뷔했다. 2011년 FIFA 여자 월드컵 우승, 2015년 FIFA 여자 월드컵 준우승, 2012년 하계 올림픽 은메달 획득에 기여. 그녀는 2015년까지 국제 A매치 통산 53경기에 출전했다.

## 통계
| 일본 | 일본 | 일본 |
| 연도 | 출전 | 득점 |
| ---- | ---- | ---- |
| 2008 | 3    | 0    |
| 2009 | 3    | 0    |
| 2010 | 7    | 0    |
| 2011 | 14   | 0    |
| 2012 | 7    | 0    |
| 2013 | 6    | 0    |
| 2014 | 6    | 0    |
| 2015 | 7    | 0    |
| 통산 | 53   | 0    |